# Murles
Murles är en kommun i departementet Hérault i regionen Occitanien i södra Frankrike. Kommunen ligger i kantonen Les Matelles som tillhör arrondissementet Montpellier. År 2022 hade Murles 353 invånare.

## Befolkningsutveckling
Antalet invånare i kommunen Murles
Referens:INSEE